# Oligoidramnios
L'oligoidramnios è una condizione della gravidanza caratterizzata dalla presenza di una riduzione quantitativa del liquido amniotico. È la situazione contraria del polidramnios.

## Eziologia
L'oligoidramnios è causato da ridotta produzione di liquido amniotico, come in corso di stress e bassa assunzione di liquidi da parte della madre, aumentato riassorbimento, alterata permeabilità delle membrane, come in corso di infezioni vaginali, rottura delle membrane, ritardo di crescita del feto e patologie malformative fetali, specialmente a carico dell'apparato urinario (ad esempio, nel caso di una malattia chiamata "Malattia policistica renale autosomica recessiva"). È parafisiologico nella tarda gravidanza, manifestandosi con una lieve riduzione del volume di liquido amniotico.

## Complicanze
La bassa quantità di liquido amniotico non è in grado di permeare i polmoni fetali, causando atelettasie anche gravi e immaturità polmonare. Inoltre, mancando la componente protettiva del liquido amniotico, il feto è schiacciato contro le pareti uterine, con ridotti movimenti fetali e patologie malformative conseguenti come il piede torto congenito. Se la situazione dovesse persistere, potrebbe verificarsi un iposviluppo fetale.